# Akira

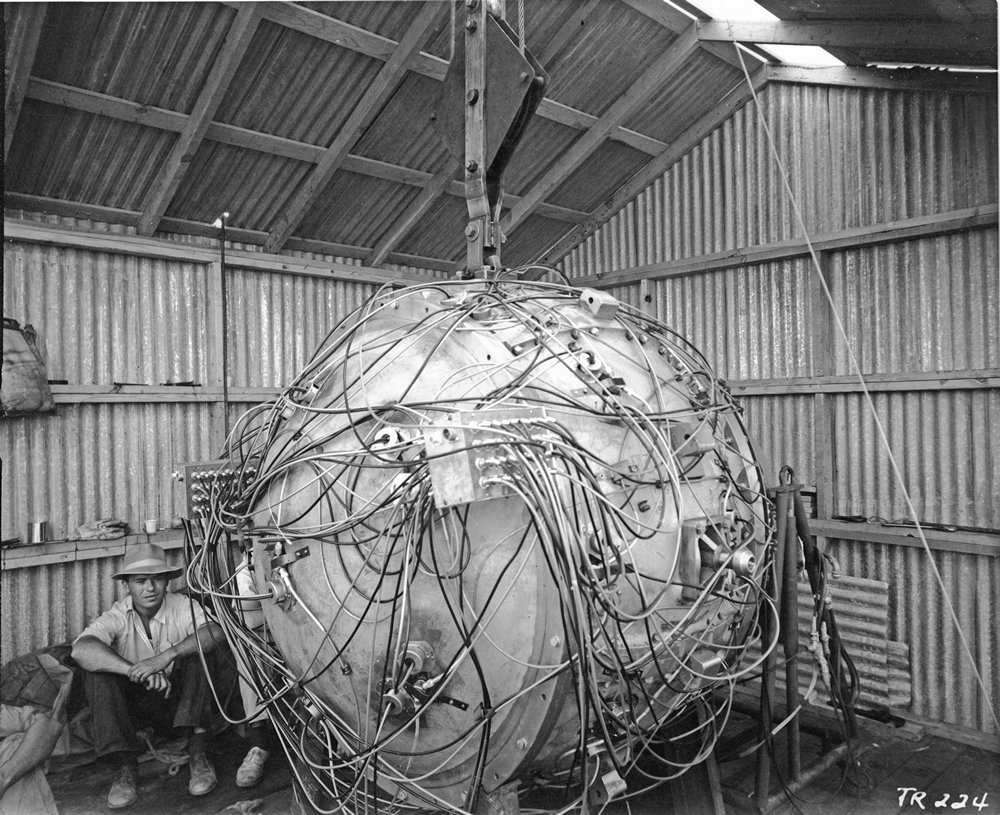
Jaderná výbušnina The gadget

Akira je postapokalyptická manga vytvořená mezi lety 1982 až 1990 japonským autorem Kacuhirem Ótomou. Svým rozsahem více než 2000 stran a výjimečným technickým zpracováním se ve své době jednalo o přelomové dílo, které do značné míry poznamenalo další vývoj žánru. Ótomo v roce 1988 připojil také stejnojmenné anime, které sice vychází ze stejného základu, dějově se však do jisté míry odlišuje.
Akira je mnohými kritiky považován za přelomový, který poté ovlivnil velkou část umění v anime i kyberpunkovém žánru. Vznik předcházel i zásadnímu kyberpunkovému románu Neuromancer (1984). Díky americké distribuci pomohl Akira zpopularizovat žánry manga a anime na západě.

## Historie
Kacuhiro Ótomo pracoval s tématem člověka ovládajícího nadpřirozené schopnosti již od začátku své kariéry. K vytvoření obsáhlejšího materiálu se odhodlal až po úspěchu své mangy Domu o souboji malého dítěte se starcem, který používá svou nadpřirozenou sílu k zabíjení sousedů. Ótomo začal Akiru psát jako seriál na pokračování pro japonský časopis Šúkan Young Magazine v roce 1982. Ještě před jeho dokončením se také rozhodl vytvořit animovanou verzi příběhu. Dle jeho názoru teprve film dokázal plně oživit jeho vize. Produkce stála 10 milionů amerických dolarů, čímž se Akira stal nejdražším japonským animovaným snímkem všech dob. Rekord držel až do roku 2001, kdy ho nahradila Cesta do fantazie (19 milionů). 
Díky vysokému rozpočtu mohli tvůrci využít některé nové technologie a detailnější animaci, než která byla do té doby běžná. Film byl dokončen v roce 1988, manga skončila v roce 1990. Přes domácí úspěch se do zakoupení Akiry zahraničním distributorům příliš nechtělo. První vydání mangy zajistila až v roce 1988 pobočka americké komiksové společnosti Marvel pod podmínkou, že bude, na rozdíl od japonského originálu, barevná. Akiru tak lze považovat za vůbec první digitálně kolorovaný komiks. Zásadní úspěch však získala až šestidílná edice, která se opět vrátila k původní černobílé formě. Nakonec i anime verze Akiry dosáhla na západě velkých úspěchů a stala se kultovní klasikou. 
Anglický dabing vyšel roku 1989. V Česku vyšel film roku 1994 s dabingem pro VHS. V roce 2001 byl Akira vydaný na DVD s digitálně upravenou hudbou a druhým anglickým dabingem. V prosinci 2020 vyšel v japonštině a angličtině remasterovaný Akira 4K Ultra HD Blu-ray.

## Motivy
Zdrojem inspirace pro Akiru se Otomovi stala atmosféra Japonska 60. a 70. let, především pak rekonstrukce a růst po 2. světové válce. Toto období je zde symbolizováno chystanou Olympiádou, která má být oslavou po válce znovuzrozeného a prosperujícího národa. Jedná se o odkaz na Letní olympijské hry 1964. Dále se pak v japonské společnosti objevily některé nové elementy jako např. politická korupce, organizované gangy, drogy, náboženské sekty, které se v obou verzích Akiry také vyskytují. Zároveň nadále přetrvával strach ze zneužití zbraní hromadného ničení. Tento motiv je dominantní a je symbolicky přítomen i vizuálně. Akirovo úložiště vypadá stejně jako první úspěšně otestovaná jaderná zbraň The gadget. Téma života v postapokalyptickém světě se pak objevuje pouze v dějově obsáhlejší manze.

## Děj

### V manze

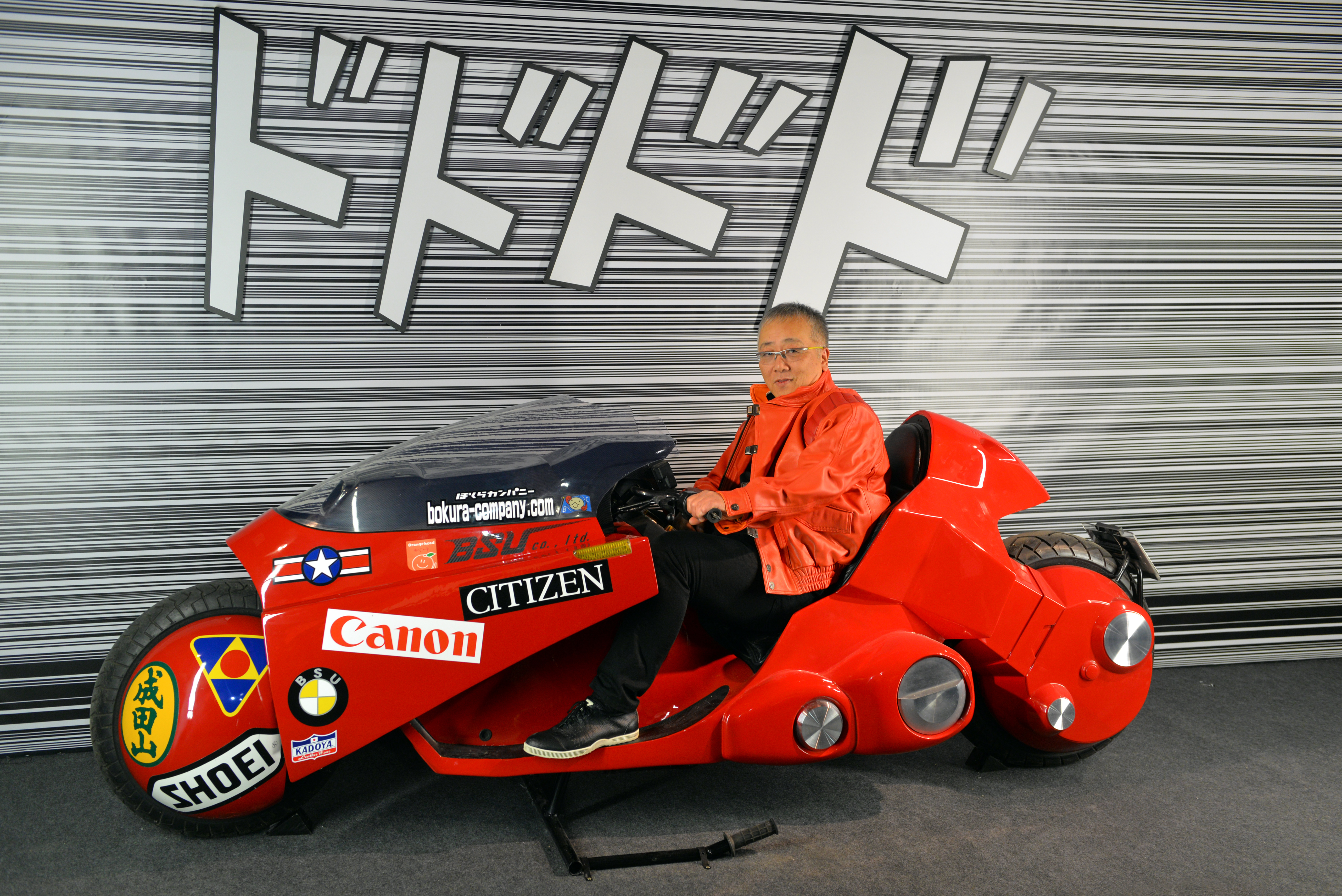
Kacuhiro Ótomo na fanouškovské kopii Kanedova motocyklu

V roce 1982 ničí mohutná exploze Tokio a propuká 3. světová válka. Nedaleko původního Tokia vzniká do roku 2019 Nové Tokio (Neo-Tokyo). Město je sužováno kriminalitou a konfliktem mezi oficiální vládou a ilegálním hnutím odporu vedeným ministrem Nezu. K hnutí odporu se dostává informace o subjektu jménem Akira, který by měl být přímo zodpovědný za zkázu původního Tokia. Podle všech informací by armáda měla Akiru ukrývat v tajném komplexu v uzavřené části města. Tam se jednoho večera vydává za zábavou motorkářský gang Kapsule vedený patnáctiletým Kanedou. Jeden z jeho členů, Kanedův dlouholetý přítel Tecuo, je sražen z motorky ve chvíli, kdy téměř přejede Takašiho - zvláštní dítě nadané silnými telekinetickými schopnostmi. Setkání s Takašim probouzí v Tecuovi stejné schopnosti, díky kterým se stává vůdcem konkurenčního motorkářského gangu. Při konfrontaci se svými přáteli zabíjí člena Kapsulí Jamagatu. Po této události se proti němu Kaneda definitivně obrací a stává se jeho úhlavním nepřítelem. Tecuo je zadržen velitelem armády, plukovníkem Šikišimou. Od něj se dozvídá, že se stal jedním z takzvaných esperů - lidí s mocnými telekinetickými a telepatickými schopnostmi, jejichž probuzení a kontrola byla podstatou tajného armádního projektu ESP. Jedním z esperů je také Akira, jehož síla, nesrovnatelná s ostatními, se vymkla z kontroly a způsobila zničení Tokia v roce 1982. Ve snaze zabránit další podobné události byl Akira zmrazen a umístěn do podzemního úložiště. Kaneda se při pátrání po Tecuovi setkává s představiteli hnutí odporu. Dívka jménem Kei dostává na příkaz nedůvěřivých členů skupiny Kanedu na starost.
Tecuo začíná vykazovat podobný nárůst síly, jako kdysi Akira. Je proto nutné, aby s Plukovníkem a jeho týmem spolupracoval na jejím ovládnutí. To však odmítá a naopak se touží setkat s třemi zbylými espery Takašim, Kjóko a Masarem, jejichž přítomnost by mohla ještě zesílit jeho vlastní schopnosti. Espeři jsou si však vědomi hrozby a proto se proti němu postaví. Po jejich vzájemném souboji na Plukovníkově základně se Tecuo vydává osvobodit Akiru. Kromě armády ho pronásledují také Kaneda s Kei. Plukovník vzdává snahu přesvědčit Tecua ke spolupráci a rozhodne, že musí být zničen, než probudí Akiru a způsobí další katastrofu. Tecuo Akiru úspěšně osvobozuje, je však na Plukovníkův příkaz zasažen paprskem z armádní družice SOL. Po zásahu přichází o ruku a mizí v troskách. Kei a Kaneda nalézají bezvládného Akiru o jehož totožnosti však nemají tušení. S ním se pokoušejí ukrýt na lodi pana Nezu. Ten však Akiru pozná a rozhodne se je zradit, aby ho mohl získat pro své záměry. Naráží však na Plukovníka a espery, kteří Akiru sledovali. Nezu chce zabránit tomu, aby Akira padl do rukou Plukovníka, a proto se ho raději pokusí zastřelit. Omylem však zasáhne espera Takašiho. Pohled na mrtvého kamaráda vyvolá u Akiry silnou reakci, která vyústí v další gigantickou explozi. Ta ničí Nové Tokio. Město je opět v troskách a většina jeho obyvatel mrtvá. V tuto chvíli se vrací dlouho nezvěstný Tecuo, který se zmocňuje nyní opuštěného Akiry.
Nějaký čas po výbuchu žije ve městě roztroušeně malý počet obyvatel trpících hladem a zraněními. Stále silnější Tecuo prohlašuje "Lorda Akiru" za vůdce nově ustanoveného Velkého tokijského impéria. Netečný Akira je však pouze loutkou. Impérium řídí ve skutečnosti Tecuo a jeho fanatický pobočník, známý pouze jako Kapitán. Obklopují se armádou následovníků, která tvrdě potlačuje jakýkoliv odpor, především od členů náboženského kultu Lady Mijako. Mijako je bývalým esperem. Nyní vede náboženský kult a snaží se pomocí svých "zázraků" pomáhat obětem Akirova výbuchu. Lidé se tak postupně odvracejí od totalitního Impéria a hledají pomoc v jejím chrámu.. Zatímco Akira tráví čas ve společnosti opatrovatelky Kaori, Tecuova síla se mu začíná vymykat z rukou. Je zmítán bolestmi, kvůli kterým užívá stále větší množství drog. Kapitán, ve snaze upevnit víru obyvatel v moc Impéria, pořádá na Olympijském stadionu ukázku Tecuových dovedností. Tecuo v rámci demonstrace odtrhne z Měsíce část jeho povrchu a přemění ho na prstenec..
Tak výrazné využití síly však způsobí, že nad ní Tecuo ztrácí kontrolu. Síla přesáhla limity jeho těla a to začíná absorbovat objekty v jeho okolí a chvílemi nekontrolovatelně měnit tvar. K břehům města mezitím připlouvá americká vojenská flotila, která má za úkol zjistit, co se vlastně v Novém Tokiu děje. Tecuo na ní zaútočí a armáda v odplatě vysazuje ve městě pozemní jednotky. Během boje je Tecuo zasažen biologickými zbraněmi, což paradoxně způsobuje, že je opět schopen ovládat své schopnosti. Zatímco je Tecuo plně zaměstnán bojem s armádou, Kapitán proti němu v obavě o vlastní bezpečnost chystá zradu. Při pokusu varovat Tecua je Kaori Kapitánem zabita. Pravděpodobně žal nad její smrtí opět způsobí Tecuovu ztrátu kontroly. Začne růst do groteskních proporcí měníce se v obrovské monstrum podobné lidskému plodu. V tuto chvíli Mijako s pomocí esperů využívá Kei jako médium a jejím prostřednictvím namíří družici SOL na Tecua, který je plnou silou zasažen. Jeho postupná smrt opět vyvolává gigantickou explozi, která začíná pohlcovat Nové Tokio. Akira se konečně setkává s ostatními espery a s jejich pomocí explozi zastavuje.

### V anime
Tokio je v roce 1988 zničeno mohutnou explozí po které propuká 3. světová válka. Po vybudování Nového Tokia nedaleko původního města dochází k neustálým sporům mezi oficiální vládou a hnutím odporu, které usiluje o získání espera - dítěte se silnými telekinetickými schopnostmi, které by mohli využít v boji proti vládě a armádě. V roce 2019 se esper Takaši ocitá mimo laboratoře, kde žije pod dohledem vojenského velitele, plukovníka Šikišimiho. Jedné noci se náhodou připlete do cesty motorkářského gangu Kapsule. Jeden z jeho členů, Tecuo, ho téměř srazí. Takaši využívá svou telekinetickou sílu a nechává jeho motorku explodovat. Na místo nehody se dostavuje Plukovník s armádní jednotkou. Vyzvedávají Takašiho a zraněného Tecua, zatímco zbytek gangu je z místa nehody vykázán. Tecuo se po několika dnech probouzí v nemocnici, okamžitě se však rozhodne utéct. Po svém návratu nepozorovaně krade Kanedovu motorku a se svou dívkou Kaori se vydává na projížďku městem. Jsou však napadeni konkurenčním gangem a Kaneda s ostatními Kapsulemi jim musejí pomoci. Tecuo během následné hádky s Kanedou kolabuje a je převezen zpátky do nemocnice. Tam se u něho probouzejí nadpřirozené schopnosti. Kijoko, další z esperů, má vize znovu zničeného Tokia, které může zavinit právě Tecuo. Společně s Takašim a třetím esperem, Masarem, se pokoušejí Tecua v nemocnici zabít. To se jim však nepodaří a jeho síla se po setkání s nimi probouzí naplno. Z nemocnice opět uniká. Kaneda se dává dohromady s Kei, členkou hnutí odporu, a dozvídá se o plánu chytit Tecua a využít jeho sílu pro boj s vládou. Hnutí odporu bere Kanedu do svých řad, aby ho mohli použít jako návnadu pro setkání s Tecuem. Kaneda nachází Tecua a snaží se mu pomoci. Ten na něj však zaútočí. Po jeho stopách se za pomoci esperů vydává i Plukovník se svou armádou. Chce ho přinutit ke spolupráci za účelem ovládnutí jeho schopností, které by se brzy mohly vymknout zpod kontroly.
Tecuo je sužován halucinacemi ve kterých se mu zjevuje malý chlapec jménem Akira. Od Plukovníka se dozvídá, že Akira byl jedním z esperů. V roce 1988 však ztratil kontrolu nad svými schopnostmi což vedlo ke zničení Tokia. Tecuo se ho vydává hledat do podzemního úložiště nedaleko olympijského stadionu, kde je Akira ukryt. Plukovník se obává další zkázy města a proto přikáže armádě zničit Tecua jakýmikoliv prostředky dřív, než Akiru osvobodí. Tecuova síla je však již natolik velká, že se dokáže snadno ubránit. Akirovo úložiště nakonec nalézá. Obsahuje však jen sklenice s jeho pozůstatky. Akira byl po svém výbuchu vyzvednut a pitván, aby se odhalil zdroj jeho nesmírné síly. Tecuo se s jeho ostatky vydává na stadion. Tam přijíždějí také Kei a Kaneda, aby s ním svedli finální souboj. Espeři využívají Kei jako médium a ta tak dočasně získává podobné schopnosti jako má Tecuo. Plukovník se rozhodne pro použití vojenské orbitální družice SOL a s její pomocí připravuje Tecua o ruku. Tecuo SOL zničí, avšak jeho tělo, počínaje chybějící rukou, začne vlivem jeho vlastní síly nekontrolovatelně měnit tvar. Za velkého utrpení naroste do neforemné masy která pohlcuje vše, co jí stojí v cestě. Tecuova dívka Kaori, která se ho vydala ve strachu o jeho osud hledat, je jím nechtěně rozmačkána. Také Kaneda je Tecuem pohlcen a vidí výjevy z jeho i Akirova dětství. Na stadion se dostavují espeři, kteří zachraňují Kanedu. Zároveň se v nemateriální formě probouzí Akira, který znovu vyvolává ničivou explozi. Ta pohlcuje Tecua i většinu města.

## Postavy
Akira
Ač titulní postava příběhu, v anime verzi má spíše symbolickou funkci. Akira je jedním z druhé generace esperů (označován jako č. 28). Je to asi osmiletý chlapec, který v průběhu projektu ESP vykazoval zdaleka nejvyšší schopnosti. Jeho rostoucí síla však postupně narušila jeho osobnost a vyústila v explozi, která zničila v roce 1982 (v anime 1988) Tokio. Akira byl vyzvednut, zmrazen na teplotu absolutní nuly (v anime pitván) a ukryt v podzemním bunkru. V manze působí Akira po osvobození Tecuem naprosto netečně. Téměř nemluví a zůstává s kýmkoliv, kdo se ho ujme. S výjimkou ničivých explozí své schopnosti téměř nijak nedemonstruje. Díky dlouhodobému zmražení nevykazuje žádné znaky stáří jako ostatní espeři. V anime nemá Akira fyzickou formu.
Kaneda
Šótaró Kaneda je asi patnáctiletý vůdce motorkářského gangu Kapsule. Mezi svými vrstevníky je oblíbený. Působí bezstarostně, někdy má tendence předvádět se před ostatními členy gangu. Po Tecuově havárii se setkává s členy hnutí odporu a stává se jejich společníkem. Nejprve se snaží Tecuovi pomoci, avšak po Jamagatově smrti se obrací proti němu a společně s Kei se stává jeho úhlavním nepřítelem. Na rozdíl od Tecua a Kei nemá žádné nadpřirozené schopnosti.
Tecuo
Tecuo Šima (č. 41) je hlavní zápornou postavou obou verzí Akiry. Kanedův kamarád od dětství, vždy žil v jeho stínu a proto trpí komplexem méněcennosti. Mezi ostatními motorkáři nemá žádný respekt. Po náhodném setkání s Takašim získává nadpřirozené schopnosti, které rostou závratnou rychlostí. Silou se mu dokáže rovnat jen sám Akira. Tecuo je starší a sobečtější než ostatní espeři, a proto není ochotný podřídit se autoritě. Místo toho, aby se pokusil ovládnout svou sílu, vydává se osvobodit Akiru a postupně tak nad sebou ztrácí kontrolu. Čím silnější je, tím více upadá.
Kei
Kei je mladou členkou hnutí odporu. S Kanedou se setkává náhodně při své misi a pomáhá mu zastavit Tecua. Kei vystupuje v anime i manze jako médium, které ovládají ostatní espeři. Jejím prostřednictvím tak mohou bojovat s Tecuem. Kei dočasně získává jejich schopnosti, ač sama není jednou z nich. Kanedu nemůže zpočátku vystát, postupem času s ním však navazuje osobní vztah. Předtím, než se k ní přidá Kaneda, je jejím hlavním partnerem její bratr Rjú.
Espeři
Kijoko (č. 25), Takaši (č. 26) a Masaru (č. 27) byly dětské subjekty projektu ESP. Pomocí složité operace a speciálních léků u nich byly probuzeny značné telekinetické schopnosti. Stejně jako u dalších esperů se i u nich po operaci objevila určitá postižení (Kijoko je trvale upoutána na lůžko). Ačkoliv stále připomínají malé děti, mají šediny a vrásčité tváře. Nejsou tak silní jako Akira nebo Tecuo. Na rozdíl od něho se rozhodli spolupracovat s Plukovníkem, a proto jsou jejich vlastní schopnosti neustále pod kontrolou a nehrozí tak z jejich strany žádné nebezpečí. Manga naznačuje, že pouze tito tři espeři (a Mijako) přežili až do roku 2019. Ostatní zemřeli v průběhu experimentů či při výbuchu Akiry.
Plukovník
Plukovník Šikišima, označovaný pouze svou hodností, je velitel armády Nového Tokia. Město nesnáší, cítí však jako svou vojenskou povinnost chránit jeho obyvatele. Je zodpovědný za espery a ochranu Akiry. Jeho lidé rozpoznávají v Tecuovi subjekt s abnormálními schopnostmi, které se za určitých okolností mohou rovnat těm Akirovým. Jeho hlavním cílem je proto přinutit Tecua přidat se na jeho stranu a nechat svou sílu ovládat pomocí speciálních léků, kterými kontroluje i ostatní espery. Ve chvíli, kdy se Tecuo odmítá podřídit, vydává Plukovník rozkazy k jeho zničení. V manze je vládou obviněn z nezabránění únosu Akiry. Při pokusu o své sesazení vyhlašuje státní převrat, aby mohl pokračovat ve své snaze zastavit Tecua pomocí své armády. Po druhém zničení Tokia zůstává sám. Může však dál ovládat družici SOL.
Nezu
Pan Nezu je členem oficiální vlády, tajně však spolupracuje s hnutím odporu na jejím svržení. Poskytuje jim vnitřní informace pod záminkou, že chce očistit Nové Tokio od zkorumpovaných politiků. Jak se však ukáže, vše dělá jen proto, aby sám mohl uchopit moc. Získání Akiry k vlastním záměrům je jeho prioritou a neváhá proto zradit své bývalé spojence Lady Mijako či členy hnutí odporu.
Mijako
Lady Mijako (č. 19) bývala jedním z esperů jiné generace než Kijoko, Takaši, Masaru a Akira. Při operaci oslepla, upadla do stádia klinické smrti a byla tak z projektu odstraněna. Podařilo se jí však přežít a založit vlastní chrám ve kterém cvičí své následovníky umění telekineze. Původně spojenkyně ministra Nezu se stává hnací silou v boji proti Impériu a zejména Tecuovi. Své schopnosti využívá prostřednictvím jiných lidí, např. Kei. V anime se Mijako vyskytuje pouze velice okrajově jako vůdkyně kultu, který věří v povstání Akiry jako nového spasitele.
Kapitán
Objevuje se pouze v manga verzi Akiry. K moci se dostává po založení Impéria. Stává se pravou rukou a mluvčím Akiry a Tecua. S postupným Tecuovým úpadkem svou moc stále více zneužívá. Jako hlavní hrozbu pro Impérium vidí Lady Mijako, k níž se po Akirově druhém výbuchu upírá stále více přeživších. Ve snaze zničit jí se sám jmenuje velitelem armády Impéria. Protože si je vědom toho, že Mijako má mezi svými následovníky několik lidí s omezenými telekinetickými schopnostmi, nechává i Kapitán vytrénovat několik podobně nadaných jedinců.
Kaori
V obou verzích příběhu má odlišný osud.
Ve filmu je Kaori od začátku Tecuovou přítelkyní. Tecuo se před ní rád předvádí, jinak jí však spíše přehlíží. Po probuzení jeho schopností se ho Kaori vydává hledat, aby zjistila, co se s ním stalo. Je svědkem jeho pádu a je jím nechtěně rozmačkána ve chvíli, kdy ztrácí kontrolu nad svým tělem.
V manze se Kaori objevuje až po založení Impéria. Tecuovi je přivedena jako jedna ze sexuálních otrokyň. Jako jediná přežije jeho zacházení a stává se opatrovatelkou Akiry. Je svědkyní Tecuova úpadku a má o něj upřímnou starost. Tecuo si jí oblíbí a snaží se jí chránit. Kaori je zastřelena Kapitánem při pokusu varovat Tecua před jeho zradou. Tecuo se jí marně snaží oživit. Po její smrti nad sebou definitivně ztrácí kontrolu.

## Další média
Videohra Akira v žánru adventura byla vydaná roku 1988 v Japonsku pro konzoli Famicom; roku 2012 vznikl fanouškovský překlad do angličtiny. V roce 1994 byla vydaná britská akčně závodní hra Akira pro Amiga CD32. Pinball videohra Akira Psycho Ball vyšla v roce 2002 na PlayStation 2.
V roce 2017 bylo oznámeno, že Taika Waititi bude režírovat hranou adaptaci Akiry, společnost Warner Bros. plánovala film distribuovat v květnu 2021. Ovšem poté, co Waititi začal pracovat na filmu Thor: Láska jako hrom, byla výroba filmu Akira pozastavena. Roku 2019 firma Bandai Namco Entertainment oznámila budoucí práci s Kacuhiro Ótomou na anime seriálu Akira, další podrobnosti však nebyly dostupné.